# Kerry (motorfiets)

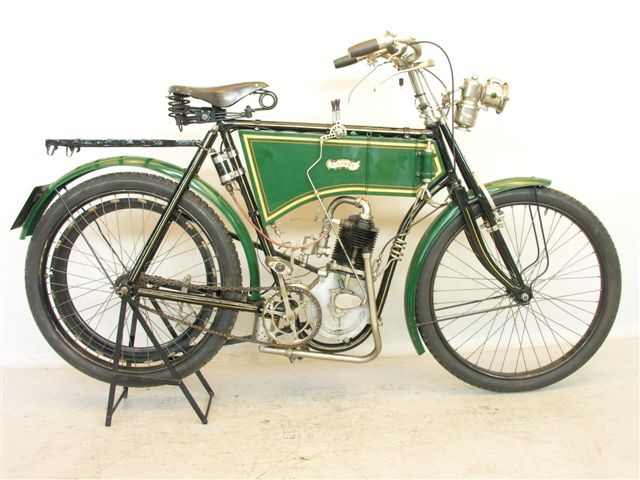
Kerry 2 pk (308 cc) uit 1903

Kerry is een historisch motorfietsmerk dat weliswaar in het Verenigd Koninkrijk op de markt kwam, maar in feite door Saroléa in België werd geproduceerd.
Kerry: East London Rubber Co., later Kerry (Great Britain) Ltd., Stratford, London. 
Engelse firma waarvoor de motorfietsen deels in België (bij Saroléa) gebouwd werden met blokken van CIE en FN. De machientjes van Saroléa werden ook onder de namen Forge en Crownfield verkocht. 
Vanaf 1905, na het overlijden van Alfred Kerry, werd de East London Rubber Co. overgenomen door Abingdon en vond de bouw in Engeland bij Abingdon Ecco plaats, met 499cc-eencilinderzijkleppers en 670cc-V-twin-zijkleppers. Ze werden op de thuismarkt ook als Kerry-Abingdon verkocht.
In 1914 eindigde de productie, waarschijnlijk door het uitbreken van de Eerste Wereldoorlog, eind jaren vijftig werden er 49cc-Capitano-motorfietsjes met Italiaanse motorblokken gemaakt. Dat duurde tot begin jaren zestig. De East London Rubber Company is tegenwoordig bekend van de Durex-condooms.